# Opisthoprora euryptera
Opisthoprora euryptera е вид птица от семейство Колиброви (Trochilidae), единствен представител на род Opisthoprora.

## Разпространение
Видът е разпространен в Еквадор, Колумбия и Перу.